# Roger III de Montgomery
Roger (III) de Montgommery fou un noble normand, fill de Roger II de Montgommery vescomte d'Hiémois/Exmes i senyor de Bellême i Alençon (i més tard comte de Shrewsbury).
Era el fill gran i hereu de Roger II, i fou enviat pel seu pare a l'expedició de Guillem el Conqueridor a Anglaterra el 1066. Roger va morir en la batalla de Hastings el 1066, on fou un dels comandants.